# Louis Gardel
Louis Gardel, (Argel, 8 de setembro de 1939) é um romancista e editor da Seuil e membro do júri do Prêmio Renaudot até 2021. Em 2001, foi candidato à Académie française.

## Origem do Forte Saganne
Louis Gardel é neto de Gabriel Gardel, nascido em Béziers em 7 de janeiro de 1884 e que, capitão do 9º Regimento de Marcha de Tirailleurs Argelinos engajados na defesa do Mort-Homme a noroeste de Verdun em março de 1916, morreu em um hospital em Minden em 8 de abril de 1916 deixando um único filho.
Atribuído ao gabinete de assuntos indígenas de In Salah, o Tenente Gabriel Gardel com 45 méharistas da Compagnie Saharienne de Tiddikelt, repeliu com baionetas uma harka de 350 tuaregues senussistas, a maioria deles armados com espingardas de tiro rápido, sob as ordens de Inguedazzen e do Sultão Ahmoud em 10 e 11 de abril de 1913 durante a Batalha de Esseyen-n-Afella (perto de Gate na Líbia) e depois retornou à sua base após uma marcha de 120km, tendo as montarias sido massacradas. Isso lhe rendeu a Legião de Honra e deu a Medalha Militar para vários de seus homens. Em 1918, o Forte Gardel foi erguido em sua homenagem em Bordj El Haouas (a noroeste do palmeiral de Djanet).

## Livros
| Nº | Título                  | Ano  | Prêmio                                        | Ref.  |
| -- | ----------------------- | ---- | --------------------------------------------- | ----- |
| 1  | L'Été fracassé          | 1973 |                                               |       |
| 2  | Couteau de chaleur      | 1976 |                                               |       |
| 3  | Fort Saganne            | 1980 | Grande prémio de romance da Academia francesa | [ 4 ] |
| 4  | Le Beau Rôle            | 1986 |                                               |       |
| 5  | Notre homme             | 1987 |                                               |       |
| 6  | Dar baroud              | 1993 | Prêmio Jean d'Heurs de romance histórico      | [ 5 ] |
| 7  | L'Aurore des bien-aimés | 1997 | Prêmio France Télévisions                     | [ 6 ] |
| 8  | Grand Seigneur          | 1999 |                                               |       |
| 9  | La Baie d'Alger         | 2007 | Prêmio Méditerranée 2008                      | [ 7 ] |
| 10 | Le Scénariste           | 2012 |                                               |       |

## Roteiros
| Nº | Título                         | Ano  | Diretor                | Detalhes | Ref.        |
| -- | ------------------------------ | ---- | ---------------------- | --- | ----------- |
| 1  | Fort Saganne                   | 1984 | Alain Corneau          | Foi exibido fora de competição no Festival de Cinema de Cannes de 1984. O filme de maior orçamento da França na época. | [ 8 ] [ 9 ] |
| 2  | Nocturne indien                | 1989 | Alain Corneau          | |             |
| 3  | Indochine                      | 1992 | Régis Wargnier         | Vencedor do Óscar de Melhor Filme Estrangeiro e 5 Césares.                                                             | [ 10 ]      |
| 4  | La Marche de Radetzky          | 1994 | Gernot Roll Axel Corti | Baseado no romance de Joseph Roth.                                                                                     |             |
| 5  | Est-Ouest                      | 1999 | Régis Wargnier         | |             |
| 6  | Himalaya : L'Enfance d'un chef | 1999 | Éric Valli             | |             |
| 7  | La Chartreuse de Parme         | 2012 | Cinzia TH Torrini      | |             |

## Honras
- Grande prémio de romance da Academia francesa (1980)
- Cavaleiro da Legião de Honra (17 de abril de 2003)[11]